# Laurids de Therbu

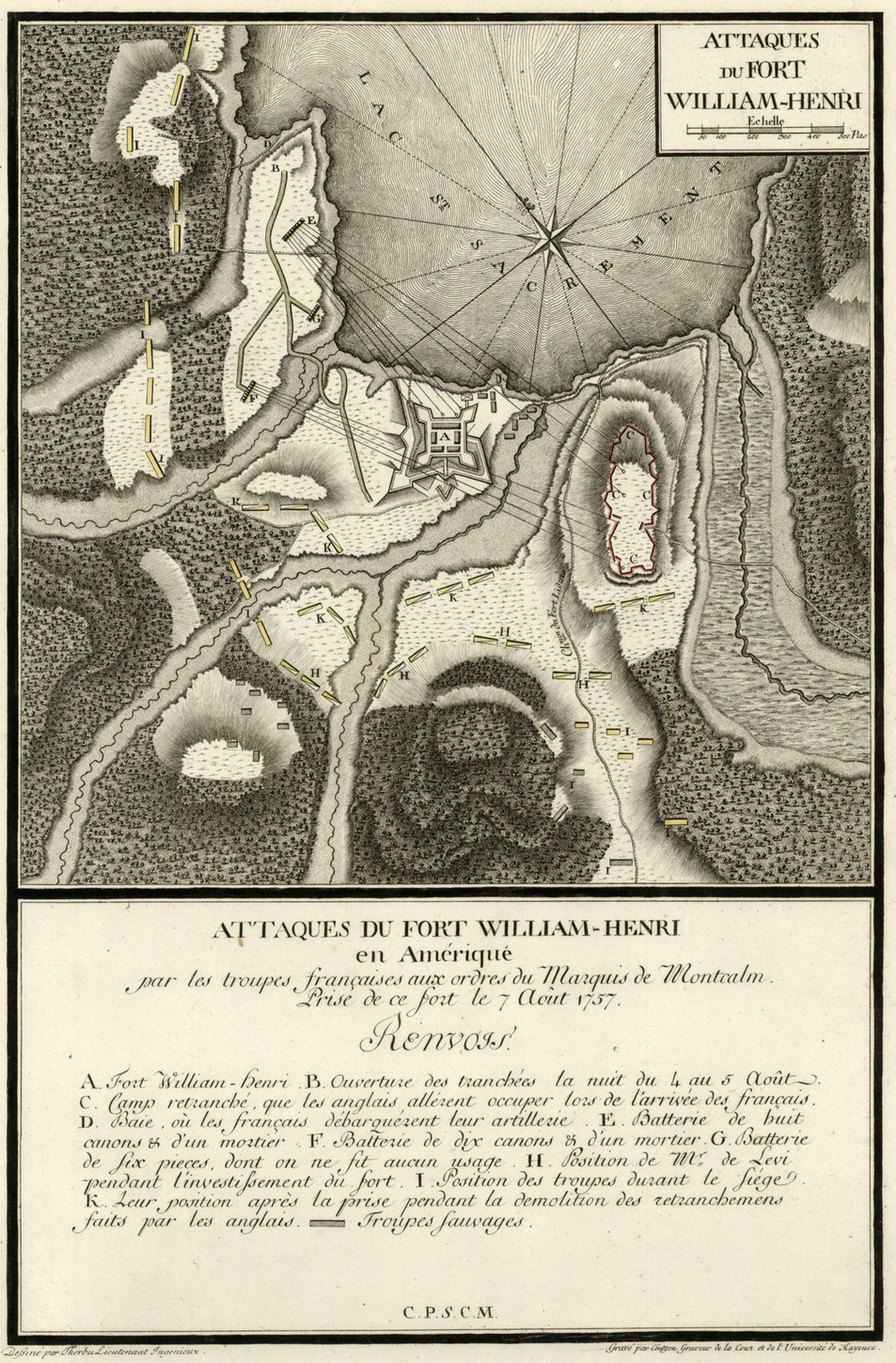
Plan vom Angriff der Franzosen auf das amerikanische Fort William Henry am 7. August 1757;
nach Zeichnung von de Therbu gestochen von dem Mainzer Hof- und Universitäts-Graveur Georg Joseph Cöntgen

Laurids de Therbu (* im 18. Jahrhundert; † im 18. oder 19. Jahrhundert) war ein deutscher Kartograf, Zeichner, Lieutenant Ingenieur und Verleger insbesondere der von ihm selbst herausgegebenen 74 kartographischen Pläne zum Siebenjährigen Krieg, von denen 43 in dem in französischer Sprache erläutertem Sammelwerk Les Plans De la guerre de Sept ans ... in Mainz als Kupferstiche durch Georg Joseph Cöntgen und Georg Heinrich Tischbein vervielfältigt wurden.
Therbus Pläne, die nach seiner eigenen Darstellung die konkurrierender Urheber an Genauigkeit oftmals übertrafen, dienten unter anderem auch anderen, insbesondere preußischen Offizieren als Lehr- und Anschauungsmaterial zur Kriegsführung.
Im Jahr der Französischen Revolution führte der in Frankfurt am Main ansässige Buchverleger Jäger eine Klage gegen de Therbu.
In der Allgemeinen Literatur-Zeitung kritisierte Jäger im Juli 1789 die mangelnde Übereinstimmung der ersten zehn von Therbu herausgegebenen Stichen mit den dargestellten Örtlichkeiten, falsche Beschreibungen und die „barbarische“ französische Übersetzung.